# Косов, Василий Николаевич
Василий Николаевич Косов (1904—1979) — Гвардии полковник Советской Армии, участник Великой Отечественной войны, Герой Советского Союза (1945).

## Биография
Василий Косов родился 28 февраля 1904 года в селе Бахметовка (ныне — Нововодолажский район Харьковской области Украины). После окончания неполной средней школы работал в сельском хозяйстве. В 1926 году Косов был призван на службу в Рабоче-крестьянскую Красную Армию. Окончил Харьковскую школу младших командиров и Военную академию имени Фрунзе. С июня 1941 года — на фронтах Великой Отечественной войны. Принимал участие в боях на Южном, Юго-Западном, 3-м Украинском и 1-м Белорусском фронтах. В 1942—1943 годах находился в плену, был освобождён войсками Воронежского фронта.
К весне 1945 года гвардии полковник Василий Косов командовал 177-м гвардейским стрелковым полком 60-й гвардейской стрелковой дивизии 5-й ударной армии 1-го Белорусского фронта. Отличился во время Берлинской операции. Полк Косова успешно прорвал мощную немецкую оборону и ворвался в Берлин. Он успешно форсировал Шпрее и захватил плацдарм на её западном берегу, благодаря чему остальные части дивизии смогли с этого плацдарма наступление к центру города. В тех боях полк Косова нанёс большие потери противнику в боевой технике и живой силе.
Указом Президиума Верховного Совета СССР от 31 мая 1945 года за «умелое командование полком, мужество и героизм, проявленные при штурме Берлина» гвардии полковник Василий Косов был удостоен высокого звания Героя Советского Союза с вручением ордена Ленина и медали «Золотая Звезда» за номером 6823.
После окончания войны Косов продолжил службу в Советской Армии. В 1960 году он был уволен в запас. Проживал в Харькове. Умер 5 сентября 1979 года.

## Награды и звания
Почётный гражданин города Вознесенска Николаевской области Украины. Был награждён двумя орденами Ленина, тремя орденами Красного Знамени, орденами Суворова 3-й степени, Отечественной войны 1-й степени, Красной Звезды, рядом медалей и иностранным орденом.